# Dornier Do 217
Il Dornier Do 217 era un bombardiere bimotore multiruolo ad ala alta prodotto dall'azienda tedesca Dornier-Werke dalla fine degli anni trenta e impiegato principalmente dalla Luftwaffe durante la seconda guerra mondiale.
Sviluppato dal Do 17, dopo le versioni iniziali Do 217 A-0 e Do 217 C-0 di preserie e dotate di motori a V rovesciata DB 601B, la produzione venne concentrata sulla versione Do 217 E caratterizzata dall'utilizzo di radiali BMW 801A/B.
Venne inoltre impiegato nelle sue varie versioni come bombardiere notturno, caccia notturno e aereo d'attacco antinave. Quest'ultima, la Do 217 K caratterizzata da una fusoliera di sezione maggiore e dalla maggiore apertura alare (20,81 m), venne approntata per l'utilizzo della bomba radioguidata Ruhrstahl SD 1400 "Fritz X", nota per l'affondamento della nave da battaglia Roma della Regia Marina, il 9 settembre 1943, come conseguenza della firma dell'armistizio di Cassibile.

## Storia del progetto

### Sviluppo

#### Caccia notturno
La prima versione da caccia notturna fu la Do 217 J-1, apparsa alla fine del 1941. L'aereo era in sostanza identico al modello da bombardamento E-2. L'unica differenza consisteva nel muso, che era completamente di metallo, nella presenza del radar, e nel potente armamento: quattro cannoni da 20 millimetri e quattro mitragliatrici da 7,9. Quasi nello stesso periodo venne introdotta un'altra versione, la Do 217 N. La differenza principale consisteva nei motori in linea Daimler Benz al posto dei BMW radiali. In totale, vennero trasformati in caccia notturni 364 bombardieri diurni.

## Impiego operativo

### Luftwaffe
Un Do 217 K affondò la nave da battaglia Roma, il 9 settembre 1943, con una bomba radioguidata "Fritz X" mentre la flotta navale italiana stava dirigendosi a Malta per consegnarsi agli Alleati.

### Regia Aeronautica
La Regia Aeronautica ricevette dodici Do 217, tra il settembre 1942 e il giugno 1943, delle versioni J-1 e J-2 da caccia notturna.
Soltanto un'unità italiana venne equipaggiata con i caccia notturni dalla Dornier: la 235ª Squadriglia del 60º Gruppo (41º Stormo B.T.), comandata dal capitano Aramis Ammannato. L'unità, prima basata a Treviso-San Giuseppe, si trasferì sul più adeguato impianto di Lonate Pozzolo, il 21 ottobre 1943. A causa dell'addestramento frettoloso, dell'usura delle prime macchine consegnate, degli impianti radar ormai logori, l'unità in quasi un anno di attività riuscì ad abbattere soltanto un aereo, quando, nella notte del 16-17 luglio 1943, il capitano Ammannato, con un Do 217 J-1 sprovvisto di radar, intercettò un Avro Lancaster della RAF, di ritorno dal bombardamento della centrale idroelettrica di Cislago (vicino a Varese). Il bombardiere inglese precipitò sulle rive del Ticino, presso Vigevano.
Il 31 luglio 1943, la squadriglia aveva in dotazione ancora 11 Do 217, cinque operativi e gli altri sei in riparazione o non impiegabili.

## Varianti
Do 217 A-0
versione di preserie equipaggiata con una coppia di motori V12 Daimler-Benz DB 601B da 1 100 PS (809 kW), utilizzato in missioni di ricognizione e realizzato in un solo esemplare.
Do 217 C-0
versione bombardiere di preserie, equipaggiata con motori DB 601B e armamento difensivo supplementare, realizzato in un solo esemplare.
Do 217 E-0
versione bombardiere di preserie equipaggiata con motori radiali BMW 801A da 1 5601560 PS (1 147 kW), caratterizzata da una fusoliera allungata.
Do 217 E-1
versione di produzione in serie, equipaggiata con armamento difensivo consistente in cinque mitragliatrici MG 15 calibro 7,92 mm e un cannoncino automatico MG 151/15 calibro 15 mm.
Do 217 E-2
versione bombardiere con capacità di bombardamento in picchiata, equipaggiata con armamento difensivo consistente in tre mitragliatrici MG 15 calibro 7,92 mm, due MG 131 calibro 13 mm e un cannoncino MG 151/15 calibro 15 mm, e offensivo in 4 000 kg di bombe da caduta.
Do 217 E-3
versione bombardiere equipaggiato con sette MG 15 e un cannoncino MG FF calibro 20 mm in caccia.
Do 217 E-4
versione equipaggiata con motori BMW 801L.
Do 217 E-5
versione E-4 caratterizzata da un'apertura alare maggiorata, modificata sulla linea di produzione per poter essere equipaggiata con le bombe guidate antinave Henschel Hs 293.
Do 217H
conversione di un Do 217E equipaggiato con una coppia di motori DB 601 sperimentali dotati di doppia sovralimentazione (turbocompressore più compressore volumetrico).
Do 217G
versione prevista. Nel gennaio 1940 Dornier progettò la versione dotando la cellula di un Do 217E-1 con una coppia di motori BMW 801, ma non ebbe alcun sviluppo produttivo.
Do 217K
versione bombardiere, equipaggiata con una coppia di motori BMW 801 G-2 da 1 700 PS (1 250 kW), principalmente caratterizzata dalla fusoliera ridisegnata nella parte anteriore, eliminando la configurazione a gradino per una con fusoliera interamente vetrata, soluzione adottata comunemente nei pari ruolo dopo l'inizio della guerra e inizialmente attuata nei primi bombardieri Heinkel He 111P e He 177A.

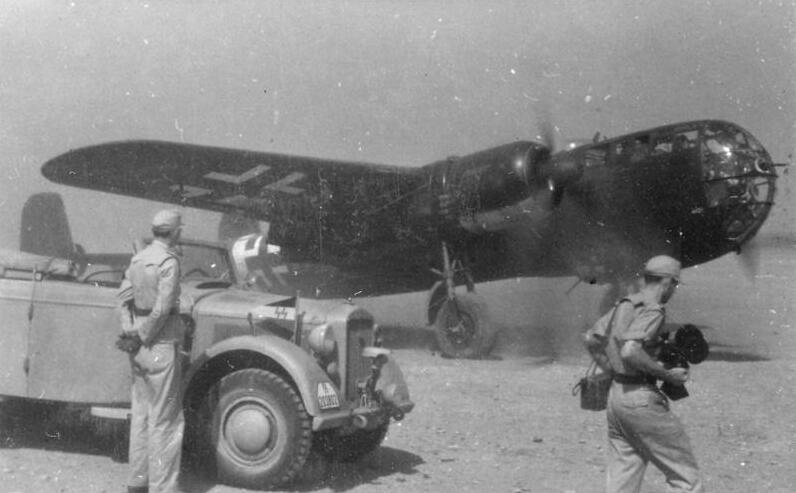
Un Do 217 K-2 a terra

Do 217 K-1
versione bombardiere standard.
Do 217 K-2
versione bombardiere con apertura alare incrementata per poter utilizzare bombe radiocontrollate Ruhrstahl SD 1400 "Fritz X" alloggiate in piloni subalari.
Do 217 K-3
versione simile alla K-2, ma che poteva essere equipaggiata sia con la Henschel Hs 293, sia con la Fritz X.
Do 217M
versione bombardiere, conversione del Do 217K equipaggiato con una coppia di motori V12 Daimler-Benz DB 603A da 1 750 PS (1 287 kW).
Do 217 M-1
equivalente al K-1.
Do 217 M-3
equivalente al K-3 equipaggiato con motori DB 603A.
Do 217 M-5
versione equipaggiata con un'unica Hs 293, alloggiata semi esternamente in una gondola ventrale.
Do 217 M-11
simile al K-2 ma con apertura alare maggiorata per poter operare con le Fritz X.
Do 217J
versione caccia notturno basata sul Do 217E, caratterizzata da un naso non vetrato nel quale erano posizionate quattro mitragliatrici MG 17 calibro 7,92 mm e quattro MG FF calibro 20 mm.
Do 217 J-1
versione incursore notturno.
Do 217 J-2
versione caccia notturno appositamente dedicata, caratterizzata dalla rimozione della stiva bombe.
Do 217L
variante del Do 217K con modifica alla cabina di pilotaggio e con diverso armamento difensivo, realizzato in un solo esemplare.
Do 217N
versione caccia notturno basata sul Do 217M, con armamento simile al Do 217J ma con i cannoncini MG FF rimpiazzati dagli MG 151/20 calibro 20 mm più altri quattro MG 151/20 in configurazione Schräge Musik.
Do 217 N-1
versione similare al J-2.
Do 217 N-2
versione N-1 ma con torretta difensiva rimossa, per diminuire la massa complessiva.
Do 217P
versione ricognitore d'alta quota equipaggiato con una coppia di motori DB 603B da 1 860 PS (1 368 kW) sovralimentati da un DB 605T posto nella fusoliera (chiamato Höhenzentrale, o "HZ" system) e in grado di raggiungere i 16 155 m; venne prodotto in soli tre Do 217 P-0 di preproduzione.
Do 217R
ridesignazione dei prototipi del Do 317 equipaggiato con gli Hs 293.

## Utilizzatori
Germania
- Luftwaffe

 Italia
- Regia Aeronautica

operò con dodici Do 217 nelle versioni J-1 e J-2 tra il settembre 1942 e il giugno 1943.
 Svizzera
- Forze aeree svizzere

operò con un singolo Do 217N-2, requisito dopo il suo atterraggio di fortuna all'aeroporto di Basilea nel 1944 (o 1945) e in servizio almeno fino al 1946.

## Esemplari attualmente esistenti
Benché prodotto in oltre 1 700 unità, a oggi non si conosce alcun esemplare completo sopravvissuto ma solo alcune parti conservate in musei europei. Il più grande dei relitti conosciuti, una grossa parte della fusoliera posteriore dell'esemplare marcato XM+?M, è conservato presso il Museo storico dell'Aeronautica Militare, situato in località Vigna di Valle nel comune di Bracciano (Roma).